# Atheta perversa
Atheta perversa är en skalbaggsart som beskrevs av Thomas Casey 1910. Atheta perversa ingår i släktet Atheta och familjen kortvingar. Inga underarter finns listade i Catalogue of Life.